# لويس بي. غودال
لويس بي. غودال هو سياسي أمريكي، ولد في 23 سبتمبر 1851، وتوفي في 26 يونيو 1935. نشط حزبياً في الحزب الجمهوري. وقد انتخب عضو مجلس النواب الأمريكي ‏.